# 이승희 (1847년)
이승희(李承熙, 1847년 2월 19일 ~ 1916년 2월 27일)는 한국의 독립운동가이자 유학자이다.
경상북도 성주군 출생으로 본관은 성산이며 호는 강재, 대계, 한계(韓溪)이다. 유림의 일원으로서 을사조약을 반대하다 옥고를 치렀고, 국채보상운동에도 참여했다. 고종의 퇴위 이후에는 블라디보스토크로 망명하여 이상설등과 함께 동포 자제들의 교육에 힘썼다. 1913년부터는 중국에서 한국의 자주 독립운동을 역설하다 병으로 사망하였다.

## 사후
- 1977년 건국훈장 대통령장에 추서되었다.

## 저서
유고로는 《한계유고》가 있다.

## 같이 보기
- 독립유공자로 대통령장을 수여받은 사람